# 유리 흐밀료프
유리 알렉세예비치 흐밀료프(러시아어: Ю́рий Алексе́евич Хмылёв, 1964년 8월 9일~)는 소련과 러시아의 아이스하키 선수로 포지션은 레프트윙이다. 소련 아이스하키 선수권 대회의 크릴리야 소베토프에서 11시즌을 뛰었으며, 소련이 해체되자 북아메리카로 건너가 내셔널 하키 리그(NHL)의 버펄로 세이버스와 세인트루이스 블루스에서 활동했다.
국제 대회에 소련과 러시아 국가대표팀의 일원으로 활약했으며, 소련 대표팀 소속으로 세계 아이스하키 선수권 대회에서 2회 우승했다. 이후 1992년 동계 올림픽에서 독립국가연합의 일원으로 금메달을 획득했다. 